# Чёрная Маска
«Чёрная Маска» (иер. трад. 黑俠, упр. 黑侠, кант.-рус.: Хак хап, англ. Black Mask) — гонконгский супергеройский фильм режиссёра Дэниэла Ли, вышедший в 1996 году и основанный на одноимённой серии комиксов.

## Сюжет
Чхёй Чик пытается вести спокойную жизнь библиотекаря. В прошлом он был испытуемым секретного военного проекта и инструктором специального отряда коммандос «701». Этот отряд использовался правительством для выполнения различных миссий. Им всем сделали нейротомию, чтобы не чувствовали боли, чтобы дрались на смерть. Но после того, как один из членов отряда в ярости убил группу полицейских, правительство решило закрыть проект и уничтожить отряд «701». Чхёй помог выжившим агентам избежать уничтожения. После побега, Чхёй отделился от остальных. Теперь, когда он обычный библиотекарь, он узнаёт, что остальные из команды причастны к преступлениям, раскрытие которых было за пределами возможностей местной полиции. Чхёй Чик намерен остановить бывших друзей, надев маску и используя псевдоним «Чёрная Маска». Потеряв способность чувствовать боль из-за операции, проводимой над суперсолдатами, «Чёрная Маска» практически неуязвим.

## В ролях
| Актёр         | Роль                                     |
| ------------- | ---------------------------------------- |
| Джет Ли       | Чхёй Чик «Чёрная маска» / Саймон / Майкл |
| Лау Чинвань   | инспектор Сэк Тау / Кирпич               |
| Карен Мок     | Трэйси Ли                                |
| Франсуаза Ип  | Ёк Лань                                  |
| Патрик Лун    | командир Хун Кук                         |
| Энтони Вонг   | Кау                                      |
| Сюн Синь-синь | Джимми                                   |
| Генри Фон     | Рикки Тай                                |

## Номинации
16-я Гонконгская кинопремия
| Категория                      | Лауреат                  | Результат |
| ------------------------------ | ------------------------ | --------- |
| Лучший арт-директор            | Эдди Ма, Билл Лёй        | Номинация |
| Лучший дизайн костюмов и грима | Уильям Фун, Мэйбел Куань | Номинация |
| Лучшая хореография             | Юнь Вопхин               | Номинация |